# Baía de Guantánamo

Bandeira não oficial de Guantânamo.

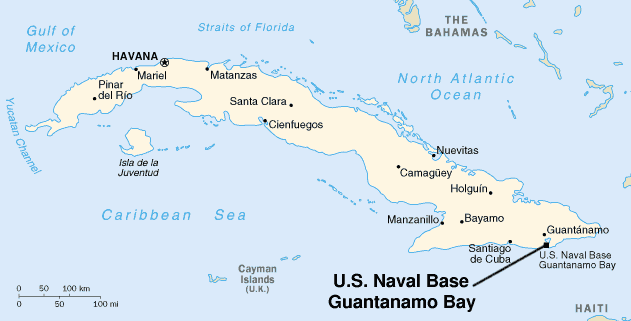
Guantánamo e a base americana de Guantánamo Bay

A baía de Guantánamo ou Guantânamo localiza-se ao sul da ilha de Cuba e possui uma área de 116 km².
A baía foi arrendada de forma perpétua pelos Estados Unidos como área de mineração e estação naval em 23 de fevereiro de 1903, em troca do pagamento de 4 085 dólares por ano. Da base de Guantánamo, existe uma dependência chamada Navassa, ilha desabitada com 5 km², situada entre a Jamaica e o Haiti. É na base naval americana da baía que se encontram os prisioneiros das guerras do Afeganistão e Iraque.
Os Estados Unidos assumiram o controle territorial sobre a parte sul da Baía de Guantánamo sob o arrendamento de 1903. Os Estados Unidos exercem jurisdição e controle sobre este território, embora reconheçam que Cuba retém a soberania final. O governo de Cuba considera a presença dos Estados Unidos na Baía de Guantánamo uma ocupação ilegal com base no fato de que o Tratado cubano-americano "foi obtido por meio de ameaça de força e viola o direito internacional". É o lar da Base Naval da Baía de Guantánamo e do campo de detenção da Baía de Guantánamo localizado dentro da base, ambos governados pelos Estados Unidos. Após a revolução de 1959, Cuba recebeu apenas um único pagamento de aluguel do governo dos Estados Unidos.

## Base Naval

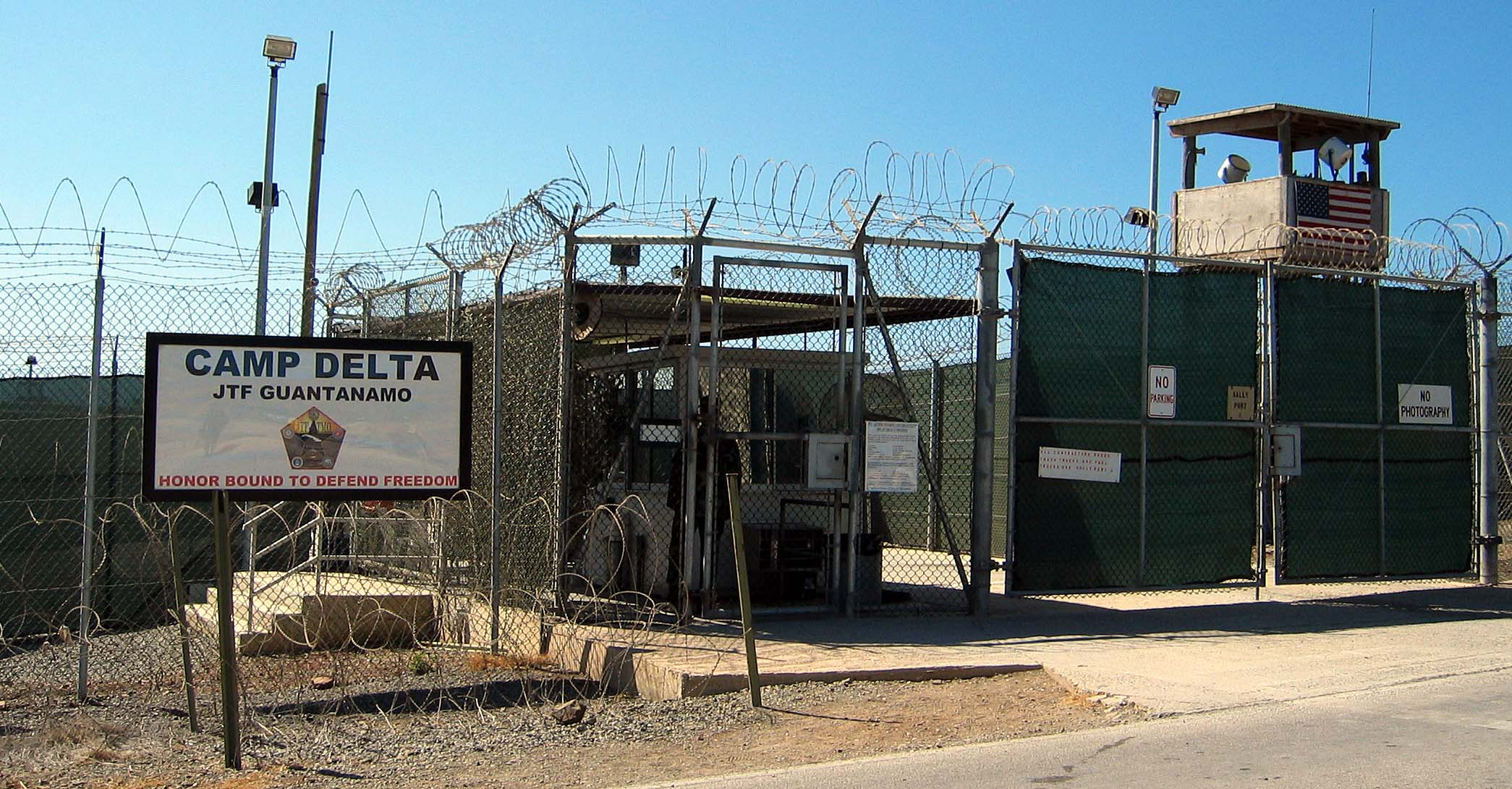
Campo delta em Guantánamo, uma base militar norte americana em solo cubano.

A cidade de Guantánamo tornou-se célebre após a implantação, a quinze quilômetros de distância, da Base Naval de mesmo nome pertencente aos Estados Unidos. É no interior desta base que se encontra a Prisão de Guantánamo. 

## Prisão de Guantánamo
Desde janeiro de 2002, depois dos ataques terroristas de 11 de setembro, estão encarcerados nesta base militar prisioneiros (muitos são afegãos e iraquianos) acusados de ligação aos grupos Taleban (Taliban) e Al-Qaeda, numa área excluída ao controle internacional no que concerne às condições de detenção dos mesmos. Segundo a Cruz Vermelha internacional, e o próprio FBI, estes prisioneiros são vítimas de tortura, desrespeitando assim os direitos humanos e a convenção de Genebra.
Em 2020 a Anistia Internacional divulgou um relatório alegando que após 20 anos de existência do Centro de Detenção da Baía de Guantánamo a violação aos direitos humanos continuava.Apesar da generalizada condenação internacional, centenas de prisioneiros, de mais de 30 nacionalidades, lá permanecem sem nenhuma acusação formal, e sem esperança de obter um julgamento justo. Segundo a Anistia Internacional, "Guantánamo é o símbolo da injustiça e do abuso, e deve ser fechada".
Em 22 de janeiro de 2009, o recém-empossado presidente Barack Obama determinou, a partir de Washington, D.C., o fechamento do centro de detenção de Guantânamo o mais rápido possível, no mais tardar, no prazo de um ano a partir da data da ordem. O presidente havia se comprometido a fechar o polêmico campo de detenção durante a sua campanha eleitoral.
No último ano de seu segundo mandato, em 2017, Obama escreveu uma carta ao Congresso dos Estados Unidos, responsabilizando-os pelo não fechamento do centro de detenção, alegando que republicanos e democratas fizeram do fechamento uma questão política, ainda que a existência da prisão represente o contrário aos valores defendidos pelos norte-americanos.